# Sérgio Abreu (Musiker)
Sérgio Rebello Abreu (* 5. Juni 1948 in Rio de Janeiro; † 19. Januar 2023 ebenda) war ein brasilianischer Gitarrist und Gitarrenbauer.

## Werdegang
Er und sein Bruder Eduardo studierten zusammen klassische Gitarre bei ihrem Großvater Antonio Rebello, beim Vater Omar Abreu und bei Adolfina Raitzin de Távora. Ab 1963 traten sie solo oder als Duo auf. 1967 errang er auf dem Internationalen Gitarrenwettbewerb von France Télévisions in Paris (Concours International de Guitare) den 1. Platz. Zu seinem Repertoire gehörten zahlreiche Stücke von Isaac Albéniz, Enrique Granados, Maurice Ravel, Guido Santórsola, Domenico Scarlatti und Antonio Vivaldi.